# Buffie Carruth
Buffie Carruth (Athens, Georgia; 7 de enero de 1977), también conocida como Buffie the Body, es una modelo, actriz, bailarina exótica, instructora de fitness y entrenadora personal estadounidense.

## Primeros años
Carruth nació y creció en Athens, en el estado de Georgia (Estados Unidos). Es la tercera de siete hermanos. De adolescente, Carruth tenía una talla 3 de vaqueros y pesaba 119 libras. Visitó a un nutricionista y empezó a tomar batidos con suplementos para ganar peso. En 2001, empezó a ganar peso hasta llegar a las 180 libras, y luego bajó hasta su peso actual de 173 libras.

## Carrera como modelo
En 2004, mientras estaba en Baltimore (Maryland), Carruth conoció a un fotógrafo en un club. Lo contrató para que le hiciera una sesión fotográfica en traje de baño en su hotel, con la intención de que las fotos fueran un regalo para su novio. Sin embargo, sin que ella lo supiera ni lo consintiera, el fotógrafo publicó las fotos en Internet y le envió los enlaces a los distintos sitios web en los que aparecían las fotos. En febrero de 2004, las fotos se publicaron en un grupo de Yahoo, y en una semana 20 000 personas se inscribieron para verlas. Posteriormente, el fundador de The Core DJ's Worldwide, DJ Tony Neal, se puso en contacto con Carruth para promocionarla como nueva modelo y vendedora de vídeos y le presentó al rapero Tony Yayo.
En un periodo de cuatro meses, Carruth apareció en el vídeo musical de So Seductive, de Tony Yayo y 50 Cent, y apareció en diseños de revistas como King, XXL y Black Men Magazine. En abril de 2005, lanzó y amplió su sitio web, donde hizo de modelo de trajes de baño, lo que despertó un gran interés en Internet.
Tras su debut en el vídeo So Seductive, recibió ofertas para aparecer en revistas, protagonizar vídeos musicales y solicitar apariciones como invitada. También rodó un DVD biográfico. Apareció en el vídeo musical de Oh Yes de Juelz Santana. En un año había aparecido en 60 revistas y artículos de prensa.

## Carrera en cine y televisión
En 2006, Carruth interpretó el papel de Big Booty Judy en la película ATL. En 2008, apareció en la película independiente de drama-thriller, Subtle Seduction.
En agosto de 2006, salió a la venta el DVD Buffie the Body Presents Larger Than Life, que recogía momentos memorables de su carrera. En enero de 2007, salió a la venta el DVD Buffie the Body - In your Dreams: The Making of the 2007 Calendar.
Carruth ha trabajado en un programa de entrevistas de hip-hop con sede en Atlanta. En 2007, apareció en The Tyra Banks Show hablando de la transformación de su cuerpo. En junio de 2008, rodó un piloto para un reality show con Vida Guerra.

## Carrera de escritora
Carruth ha trabajado como columnista para la revista Black Mens Magazine con el título "Sex, Love and Relationships".
En 2008, publicó un libro electrónico titulado Get Your Mind Right: A Step-By-Step Look at the Modeling Career of Buffie the Body. El 1 de junio de 2009, publicó su autobiografía, Vixen Icon.

## Carrera de salud y fitness
En 2007, Carruth lanzó un sitio web de salud y fitness. En 2012, se convirtió en una entrenadora personal certificada (CPT) a través de la Academia Nacional de Medicina Deportiva. En agosto de 2013, Carruth lanzó el DVD de fitness Grade A Glutes que fue producido por Amalh Mendelsohn a través de 718 Productions.

## Otras actividades
Se ha informado de que Carruth cobra entre 2 500 y 3 500 dólares por una aparición pública. Según se informa, Carruth gana hasta 10 000 dólares por noche como anfitriona de fiestas en todo Estados Unidos. Ha sido anfitriona de más de 300-400 fiestas. También ha sido contratada fuera de Estados Unidos en Ámsterdam, Trinidad y otros lugares.

## Premios, nominaciones y reconocimientos
En 2005, Buffie fue nombrada "Eye Candy of the Year" de XXL. Fue nominada al premio Vibe Video Goddess of the Year por su aparición en el vídeo So Seductive de Tony Yayo. Fue incluida en la lista de las 101 mujeres más sexys de la revista Black Men.

## Vida personal
En noviembre de 2005, la hermana menor de Carruth falleció de cáncer. En 2012, su madre también murió de cáncer. Entre 2005 y 2006, Carruth salió con el DJ Kay Slay. En 2015, se casó con John Lewis. Vive en Carolina del Sur con su marido.
Carruth no bebe ni fuma. En 2006, se puso implantes de pecho. En septiembre de 2012, subió un vídeo a YouTube en el que revelaba que sus nalgas eran reales y no producto de inyecciones y retoques estéticos, cuánto pagaba el modelaje urbano, cómo los haters femeninos alimentaron su carrera, cómo las modelos online están arruinando la industria del modelaje urbano y por qué dejó la industria del modelaje urbano por la del fitness.